# Kaysaniyya
Kaysāniyya (in arabo ﻛﻴﺴﺎﻧﻴـة‎?) è il nome con cui era conosciuto il movimento ereticale islamico dei seguaci di al-Mukhtār b. Abī ʿUbayd, che pretendeva di agire in nome e per conto di Muḥammad b. al-Ḥanafiyya, figlio di ʿAlī - quarto califfo Rāshidūn e primo Imam dello sciismo - che al-Mukhtār indicava come legittimo Imām dell'intera Umma e Mahdī.
Sembra che il nome derivasse da Abū ʿAmra Kaysān, un mawlā che guidava i suoi simili nell'azione perseguita da al-Mukhtār.

## Storia
I kaysaniti perseguivano un'attività politica che mirava ad abbattere la dinastia omayyade e a portare al califfato gli Alidi. e miravano a una stretta alleanza dei fedeli sciiti (anche lasciando spazio agli Imamiti) fino a poco dopo la rivoluzione abbaside. Inizialmente si staccarono dagli atteggiamenti religiosamente moderati della prima Shi'a kufana. Buona parte del sostegno alla Kaysaniyya venne dai mawālī superficialmente islamizzati della Mesopotamia meridionale, della Persia e di altre parti del califfato. ma anche da Kufa e da al-Madāʾin (Seleucia-Ctesifonte).
In seguito alla morte di Muhammad ibn al-Hanafiyya, il grosso dei kaysaniti riconobbe l'Imamato di ʿAbd Allāh ibn Muḥammad ibn al-Ḥanafiyya, cioè di Abū Hāshim, il primogenito di Muhammad ibn al-Hanafiyya. Questa branca della setta della Kaysaniyya - la Hashimiyya -, che comprendeva la maggioranza dei kaysaniti, fu il primo gruppo sciita, i cui insegnamenti e le cui istanze rivoluzionarie erano diffuse in Persia, specialmente nel Grande Khorasan, massimamente tra i mawālī e gli Arabi che ci si erano insediati fin dall'epoca del califfato di Mu'awiya ibn Abi Sufyan.
Dalla fine del periodo omayyade, la maggioranza della Hashimiyya riconobbe come intestatarie dei diritti dell'Ahl al-Bayt la famiglia abbaside e svolse un ruolo importante nella campagna propagandistica in favore della "causa abbaside" che si affermò infine con la caduta del califfato omayyade a metà esatta del VII secolo.
Tuttavia i kaysaniti sopravvivono come setta solo fino a poco dopo la "Rivoluzione abbaside", anche se occupavano una posizione maggioritaria nella Shi'a. I kaisaniti sopravvissuti e che non avevano raggiunto il partito abbaside, cercarono di allinearsi alle altre comunità sciite. In Khurasan e in altri territori orientali numerosi kaysaniti infoltirono dunque i ranghi khurramiti. In Iraq si unirono a Ja'far al-Sadiq o a Muhammad al-Nafs al-Zakiyya, che erano in principali oppositori degli Abbasidi e pretendenti dell'Imamato. Con la disfatta però del movimento di al-Nafs al-Zakiyya, Jaʿfar al-Ṣādiq emerse come il principale esponente dell'Ahl al-Bayt e il più importante punto di aggregazione alide. Alla fine dell'VIII secolo il movimento della Kaysaniyya poteva dirsi del tutto dissolto.